# Brad Cooper
Bradford Paul Cooper, detto Brad (Singapore, 19 luglio 1954), è un ex nuotatore australiano.
Specializzato nello stile libero, ha vinto la medaglia d'oro nei 400 m sl ai Giochi olimpici di Monaco 1972.
È diventato uno dei Membri dell'International Swimming Hall of Fame.
È stato primatista mondiale dei 400 m sl.

## Palmarès
- Olimpiadi
  - Monaco 1972: oro nei 400 m sl.
- Mondiali
  - 1973 - Belgrado: argento nei 400 m sl e nella staffetta 4x200 m sl, bronzo nei 1500 m sl.